# Braunegg
Braunegg ist eine Ortschaft und eine Katastralgemeinde der Gemeinde Raxendorf im Bezirk Melk in Niederösterreich. Die Ortschaft hat 96 Einwohner (Stand 1. Jänner 2024).

## Geografie
Der Ort befindet sich westlich von Raxendorf an der Landesstraße L7189 und liegt südlich einer Anhöhe. Südlich des Ortes führt die Landesstraße L7219 zur L7189 und durch den Ort führt auch der Regionale Rundwanderweg Nr. 22.

## Geschichte
Im Jahr 1822 wurde der Ort als Dorf mit 17 Häusern genannt, das nach Heiligenblut eingepfarrt war, wohin auch die Kinder eingeschult wurden. Die Herrschaft Gutenbrunn besaß die Ortsobrigkeit und besorgte die Konskription. Die Landgerichtsbarkeit wurde von der Herrschaft Pöggstall  ausgeübt. Die Untertanen und Grundholde des Ortes gehörten der Herrschaft Gutenbrunn.
Laut Adressbuch von Österreich waren im Jahr 1938 in Braunegg zwei Gastwirte, ein Gemischtwarenhändler, ein Schmied, ein Schneider und drei Viktualienhändler ansässig. Bis zur Eingemeindung nach Raxendorf war der Ort ein Teil der damaligen Gemeinde Troibetsberg.